# Selas
Selas község Spanyolországban, Guadalajara tartományban. Selas Anquela del Ducado, Mazarete, Maranchón, Establés, Corduente, Torremocha del Pinar és Cobeta községekkel határos. Lakosainak száma 35 fő (2024).

## Népesség
A település népessége az utóbbi években az alábbiak szerint változott:
| Lakosok száma | 54   | 63   | 64   | 75   | 66   | 64   | 61   | 46   | 43   | 35   |
|               | 2001 | 2004 | 2006 | 2009 | 2011 | 2014 | 2016 | 2019 | 2021 | 2024 |